# El nuevo cate
El nuevo cate es una historieta serializada en 1993 del dibujante de cómics español Francisco Ibáñez perteneciente a la serie Mortadelo y Filemón.

## Trayectoria editorial
Serializada en 1993 en la revista Súper Mortadelo nºs 124 a 129, luego se publicó en "Magos del Humor" y el n.º 80 de la Colección Olé.

## Sinopsis
Hay rumores de que el personal de la T.I.A. está alejado de lo que manda la religión católica. Por lo tanto la iglesia mandará a varios sacerdotes para frenar esa situación. Mortadelo y Filemón se pondrán a disposición de los curas y tendrán que hacerles ver lo católica que es la T.I.A.